# Gourde
Die Haitianische Gourde ist die Währung von Haiti. Die international übliche Abkürzung nach ISO 4217 ist HTG. Eine Gourde ist in 100 Centimes unterteilt.

## Münzen und Banknoten
Die Haitianischen Gourde gibt es in folgenden Stückelungen:
- Münzen zu 50 Centimes sowie 1 und 5 Gourdes. Die Prägung der Münzen mit einem Wert unter 50 Centimes wurde eingestellt.
- Banknoten zu 10, 20, 25, 50, 100, 250, 500 und 1000 Gourdes.[1]

5-Gourde-Banknote von 1989

## Geschichte
Der Gourde wurde im Jahre 1803 eingeführt, als die Vertreibung der letzten Weißen in der französischen Kolonie Saint-Domingue durch die Haitianische Revolution abzusehen war. Der Gourde ersetzte die damals in Saint-Domingue noch umlaufende Livre zum Kurs vom 1 Gourde für 8 Livres und 5 Sous.
Heute ist in Haiti zusätzlich der US-Dollar Zweitwährung, weil der Gourde unter hoher Inflation leidet. Eine Besonderheit ist der fiktive „haitianische Dollar“, der als Währungseinheit nicht existiert, sondern nur umgangssprachlich in Preisangaben verwendet wird. Ein haitianischer Dollar entspricht 5 Gourde, was z. Z. des Bretton-Woods-Systems dem tatsächlichen Wechselkurs entsprach. Inzwischen (2024) müssen für einen US-Dollar rund 130 Gourde bezahlt werden.
Notenbank ist die Banque de la République d’Haïti.